# Epistulae ad Atticum
Le Epistulae ad Atticum appartengono alla raccolta di epistole che Cicerone indirizzò ai propri amici. Quest'opera fornisce un quadro dell'autore poiché svela il suo lato privato configurandosi come utile strumento per scandagliare le pieghe più recondite dell'animo di colui che affidò alle altre sue opere il ritratto ufficiale.
Questa sezione, comprendente 396 epistole, scritte tra il 68 e il 44 a.C., è indirizzata a Tito Pomponio Attico, uomo ricco, appartenente al rango equestre, dotato di grande cultura, seguace dell'Epicureismo e pertanto determinato a non prendere parte attiva alla vita politica.
Furono riscoperte da Francesco Petrarca a Verona, nel 1345, all'interno della Biblioteca Capitolare.